# Друзья (мультфильм)
Друзья (Friends) — авторский фильм Романа Соколова, созданный на студии анимации «Петербург».

## Сюжет
В основе сюжета лежит текст древней песни индейцев племени Навахо, в которой выражено ощущение неразрывной взаимосвязи всех живых существ на Земле. Это история-притча о человеке, который обладает умением легко расставаться с вещами. Он делится своим особым восприятием мира с окружающими, которые благодаря этому получают шанс что-то понять и измениться.
Текст читал Михаил Черняк.

## Отзывы
Газета «Ведомости» объявила мультфильм главным открытием фестиваля в Суздале. Киновед Лариса Малюкова также назвала «Друзей» своим фаворитом. Оба издания отмечают влияние на Соколова буддийской религиозной традиции.
Константин Бронзит считает ленту «чудной». После неё он пригласил Соколова в собственный проект.

## Награды
- Открытый российский фестиваль анимационного кино в Суздале (2013) — «Дебют года»
- Мультиматограф 10 (2014) — Номинация «Мультфильм», 2-е место